# John Norton (lekkoatleta)
John Kelley Norton (ur. 16 kwietnia 1893 w Santa Clara w Kalifornii, zm. 28 grudnia 1979 w Nowym Jorku) – amerykański lekkoatleta (płotkarz), wicemistrz olimpijski z 1920 i rekordzista świata.
26 czerwca 1920 w Pasadenie poprawił rekord świata w biegu na 400 metrów przez płotki czasem 54,2 s.
Zdobył srebrny medal w tej konkurencji na igrzyskach olimpijskich w 1920 w Antwerpii za swym rodakiem Frankiem Loomisem, który odebrał mu rekord świata wynikiem 54,0, a przed innym Amerykaninem Augustem Deschem.
Był wicemistrzem Stanów Zjednoczonych (AAU) w biegu na 440 jardów przez płotki w 1920, 1921 i 1923.